# Кальницька сільська рада (Іллінецький район)
| Кальницька сільська рада — колишній орган місцевого самоврядування у Іллінецькому районі Вінницької області з адміністративним центром у с. Кальник. Сільській раді були підпорядковані населені пункти: - с. Кальник - с. Шабельня |

## Склад ради
Рада складалася з 16 депутатів та голови.

## Керівний склад сільської ради
| ПІБ                           | Основні відомості                                                                      | Дата обрання | Дата звільнення |
| ----------------------------- | -------------------------------------------------------------------------------------- | ------------ | --------------- |
| Корецький Павло Олександрович | Сільський голова, 1954 року народження, освіта, безпартійний                           | 26.03.2006   | 31.10.2010      |
| Корецький Павло Олександрович | Сільський голова, 1954 року народження, освіта вища, член Української партії «Єдність» | 31.10.2010   |                 |

Примітка: таблиця складена за даними джерела